# Clé de produit
Pour les articles homonymes, voir VLK, MAK et KMS.
Ne doit pas être confondu avec Licence de logiciel.

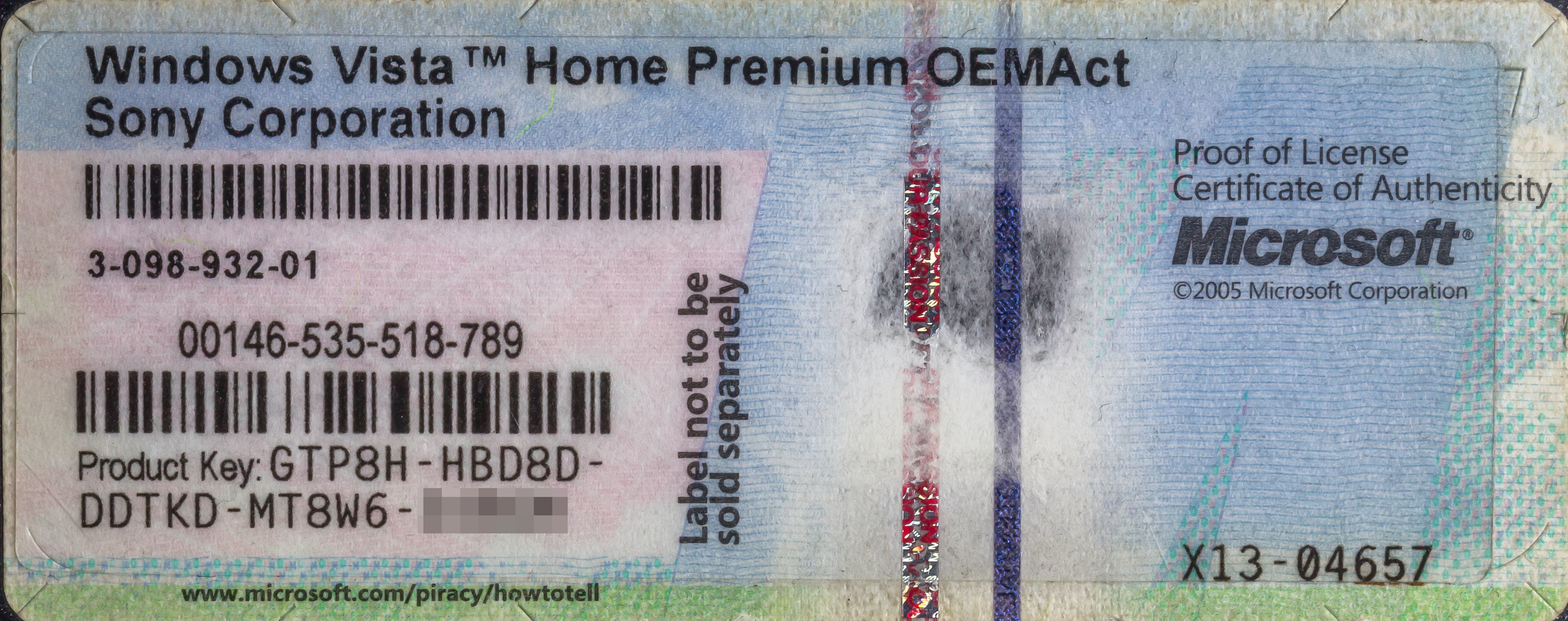
Clé de produit (partiellement masquée) d'une copie de Windows Vista (2007).

Une clé de produit aussi connus sous le nom de Clé d'activation ou Clé CD est une chaîne de caractères spécifique à une copie d'un logiciel.
La clé de produit certifie que la copie du logiciel est originale, c'est-à-dire qu'elle a été acquise légalement. La clé de produit doit être fournie au logiciel lors de son installation pour que le logiciel soit activé. La vérification de la clé se fait avec ou sans connexion à Internet selon les cas. Une vérification avec connexion à Internet permet à l'éditeur du logiciel de s'assurer que plusieurs utilisateurs n'utilisent pas la même clé.
Tous les logiciels ne possèdent pas de clé de produit, car certains éditeurs peuvent choisir d'utiliser une méthode différente pour protéger leurs droits d'auteur ou, dans certains cas, tels que les logiciels libres ou les gratuiciels, la protection des droits d'auteur n'est pas utilisée.
Les clés de produit consistent en une série de chiffres et / ou de lettres. Cette séquence est habituellement saisie par l'utilisateur lors de l'installation du logiciel et est transmise à une fonction de vérification dans le programme. Cette fonction manipule la séquence de caractères selon un algorithme et vérifie le résultat obtenu au moyen d'un ensemble de solutions valides.

## Efficacité
Les clés de produit ne sont pas suffisantes pour arrêter la violation des droits d'auteur de logiciel, car ces clés peuvent être distribuées. De plus, avec l'avènement de l'Internet, des attaques plus sophistiquées sur des clés telles que le software cracking (la suppression de la validation de la clé) et les générateurs de clés sont devenues courantes.
Pour cette raison, les éditeurs de logiciel se tournent de plus en plus vers des méthodes alternatives pour s'assurer que les clés sont à la fois valides et non compromises. Une méthode, la validation du produit, associe la clé de produit à une caractéristique unique du matériel informatique de l'acheteur (comme son adresse MAC) qui ne peut pas être facilement dupliquée.
D'autres méthodes plus récentes nécessitent une validation périodique de la clé auprès d'un serveur web (pour les jeux avec un composant en ligne, cette validation se fait chaque fois que l'utilisateur se connecte au jeu). La validation peut ainsi être effectuée sur le côté du serveur, ce qui empêche le craquage de logiciel (qui se fait sur le côté client). Le serveur peut également conserver une liste noire des clés connues comme étant invalides et refuser l'accès aux utilisateurs de ces clés.

## Controverses
Certaines des techniques de protection de clé de produit les plus efficaces sont très controversées, en raison des inconvénients qu'elles génèrent, de leur manque de flexibilité, des pénalités sévères qu'elles imposent et, dans certains cas, des faux positifs qu'elles génèrent. La protection des clés a été comparée à la gestion des droits numériques (Digital Rights Management), dans la mesure où elle utilise des procédures numériques sans compromis pour faire respecter le contrat de licence.

### Inconvénients
Les clés de produit induisent de nombreuses contraintes aux utilisateurs. Non seulement elles doivent être entrées chaque fois qu'un programme est installé, mais l'utilisateur doit également être sûr de ne pas les perdre. La perte d'une clé de produit signifie généralement que le logiciel est inutilisable une fois qu'il a été désinstallé ou que l'ordinateur sur lequel il a été installé est perdu, volé ou en panne.
En ajoutant un élément à la distribution d'un produit, les clés de produit introduisent une possibilité additionnelle de faille. Si un produit est livré sans clé ou avec une clé erronée, le produit lui-même est inutilisable. Par exemple, toutes les copies de Tom Clancy's Splinter Cell: Pandora Tomorrow initialement expédiées en Australie ont été livrées sans clé, ce qui a causé de nombreux désagréments aux acheteurs de ce jeu vidéo.

### Pénalités sévères
Il existe de nombreux cas d'interdictions permanentes imposées par des entreprises qui détectent des violations dans l'utilisation d'un logiciel. Il est fréquent qu'un système en ligne bannisse immédiatement une clé s'il y a soupçon de fraude. Les joueurs qui souhaitent continuer à utiliser le logiciel doivent alors en acheter une nouvelle copie. Cela a inévitablement conduit à des critiques sur les motivations réelles de l'application d'interdictions permanentes.
La gestion des clés de plusieurs produits liés a créé des situations particulièrement controversées. Si un produit a une dépendance sur un autre produit (comme c'est le cas pour les extensions de jeu vidéo), il est fréquent que les entreprises interdisent tous les produits liés lorsque l'utilisation d'un produit est jugée illégale. Par exemple, si une fausse clé de produit est utilisée avec une extension de jeu vidéo, le serveur peut interdire la clé de produit légitime du jeu d'origine. De même, avec le service Valve's Steam, tous les produits que l'utilisateur a achetés sont liés dans le seul compte. Si ce compte est interdit, chaque produit est bloqué.
Cette interdiction multiple est très controversée, puisqu'elle interdit l'utilisation de produits légitimement achetés.

### Faux positifs
Les interdictions sont appliquées par les serveurs immédiatement après la détection de cracks ou de tricheries, généralement sans intervention humaine. Parfois, des utilisateurs légitimes sont jugés à tort en violation de la licence et sont bloqués. Dans les cas impliquant un grand nombre de faux positifs, ces problèmes sont parfois corrigés (comme cela s'est produit pour World of Warcraft). Cependant, les cas individuels ne sont pas toujours pris en compte efficacement.
Une cause fréquente de faux positifs (comme dans le cas de World of Warcraft ci-dessus) est l'utilisation de plates-formes non supportées. Par exemple, les utilisateurs de Linux peuvent exécuter des applications Windows via des couches de compatibilité telles que Wine et Cedega. Cette combinaison de logiciels déclenche parfois le logiciel anti-tricherie du serveur de jeu, entraînant une interdiction du fait que Wine ou Cedega est considéré comme un logiciel tiers (tricheur) par le serveur du jeu.

## Récupération de clés
Un programme de récupération de clé est un programme conçu pour lire et décrypter une clé dans un logiciel. Lorsque la clé est déchiffrée, elle peut être utilisée pour réinstaller le logiciel correspondant.

## Clé de licence en volume
Une clé de licence en volume (en anglais, volume license key ou VLK) est une clé de produit utilisée lors de l'installation d'un logiciel sous licence en volume, ce qui permet d'utiliser une seule clé de produit pour plusieurs installations.
Cette forme de licence s'applique généralement aux entreprises, aux gouvernements et aux établissements d'enseignement. Les prix des licences en volume varient en fonction du type, de la quantité et du terme d'abonnement applicable. Par exemple, les logiciels Microsoft disponibles dans le cadre des programmes de licences en volume comprennent Windows XP, Windows Vista, Windows 7 Enterprise, Windows 8 Enterprise, Windows Server 2008, Microsoft Office 2007 et bien d'autres.

## Clé d'activation multiple
À partir de Windows Vista, Microsoft a remplacé les clés de licence en volume par des clés d'activations multiples (en anglais, Multiple Activation Keys ou MAK) et des serveurs de gestion de clés (en anglais, Key Management Server (en) ou KMS). Les logiciels activés via un serveur de gestion de clés doivent faire rapport à ce serveur une fois tous les 180 jours,.